# Кялундзюга, Валентина Тунсяновна
Валенти́на Тунся́новна Кялундзюга́ (9 января 1936, удэгейское стойбище Чукен, район им. Лазо, Хабаровский край, СССР — 27 февраля 2022, с. Гвасюги, район имени Лазо, Хабаровский край, Россия) — удэгейская писательница, общественный деятель, сказительница, знаток и собиратель удэгейского фольклора, хранитель древних традиций своего народа. Член Союза писателей России.

## Биография
Родилась 9 января 1936 года в родовом стойбище Чукен, расположенном между двух крупных хорских притоков Чукен и Сукпай, в семье удэгейских охотников рода Кимонко: известного охотника Тунсяна Ченгесовича и его жены, удэгейской мастерицы и не менее удачливой охотницы Япчи. Помимо Вали в семье было ещё трое детей — братья Степан, Куку и сестра Софья. Дети много времени проводили с родителями в тайге на промысле.
«Жили мы в удэгейских жилищах кава, сделанных из коры дерева… как и всех детей, в тайге меня с малых лет привлекали к труду. С пяти-шести лет с родителями ходила ловить рыбу, помогала матери обрабатывать рыбью кожу и сохатиную шкуру, а затем шить одежду и обувь», — вспоминает своё детство Валентина Тунсяновна.
Уже в четыре года маленькая Валя умела подкидывать дрова в топку, и её не боялись оставлять одну в охотничьем балагане на целый день, где она ожидала родителей с охоты. Здесь в тайге среди сопок, бурных потоков рек она впитывала любовь к родной природе, училась мастерству, слушала сказки матери и любимой бабушки Лумдака.
С 1920-х годов в Советской России начинается работа по кооперированию коренного населения, начинается создание промысловых артелей, с 1930-х годов начинается сселение удэгейских семей из стойбищ в посёлки. В 1934-м году в поселении Чукен появляется чукенская артель, строятся бревенчатые избы, площадки леса очищаются под колхозные огороды. Шёл период коллективизации и перевода кочевых народов к оседлой жизни.
В стойбище Джанго, где организовали Джанговский сельский совет, была создана охотничье-промысловая артель «Ударный охотник», в которую вошла и чукенская артель, где работали родители Валентины. Там же, в поселке Джанго, была создана первая школа-семилетка, куда пошла учиться Валя, но через несколько лет школу перевели в село Гвасюги, которое впоследствии стало центром компактного проживания хорских удэгейцев. В возрасте десяти лет Валентина лишается матери, но воспитанием детей продолжает заниматься отец и бабушка. Не было и дня, чтобы Валя не наслаждалась бабушкиными сказками, не постигала секреты традиционной жизни своего народа. Её активность и любознательность росли с каждым днем.
Окончив семилетку, Валентина поехала продолжать обучение в Хабаровск, где окончила подготовительное отделение Хабаровского педагогического института и там же поступила на историко-филологический факультет. Но, к сожалению, из-за ухудшившегося здоровья обучение пришлось оставить.
Вернувшись домой в село Гвасюги, Валентина начала активную рабочую деятельность. Она работала счетоводом, библиотекарем, заведующей клубом, в клубе организовала «Женский совет», который вёл социальную работу — помогал многодетным семьям, проводил воскресники, оказывал посильную помощь разным слоям населения, способствуя улучшению жизни посёлка. В клубе регулярно проводились тематические вечера, посиделки, именно на них, общаясь со старожилами, Валентина Тунсяновна увлеклась сбором и записью удэгейского фольклора и традиций, прикладывала усилия по поддержанию и развитию декоративно-прикладного искусства удэгейцев.
Её активность, целеустремленность, честность привели её к административной работе.
С 1960 года Валентина Тунсяновна была избрана депутатом Джанговского сельского совета, в 1968-м году председателем исполкома Джанговского сельского совета.
С 1992-го по 1998 год возглавляла администрацию сельского поселения «Село Гвасюги» района им. Лазо, где она занималась вопросами строительства новых домов, средней общеобразовательной школой, обеспечением дровами населения и бюджетных организаций, вела борьбу за сохранение лесов в бассейне реки Чукен и многими другими вопросами.
В 1990-х годах благодаря её усилиям и депутатов села был организован Чукенский заказник с правом сохранения традиционного природопользования удэгейцев.
При создании в Хабаровске региональной организации «Ассоциация коренных малочисленных народов Севера Хабаровского края» она была избрана первым Председателем правления.
В 1998 году возглавила национальную общину «Удэ», регулирующую вопросы охотничьей деятельности: обеспечение охотничьими участками лицензиями, орудиями промысла, решением внутренних и административных вопросов членов общины.
Её силами и силами единомышленников в начале 1960-х годов был организован фольклорный ансамбль «Су гакпай» («Лучи Солнца»), который с успехом выступал в странах Западной Европы: Франции, Италии, Германии, Швейцарии, а также на Международном фестивале фольклора в Канаде.
Создан этнокультурный центр и музей под открытым небом, воссоздающий традиционные удэгейские постройки, существовавшие до начала XX века.
После выхода на пенсию в 1998 году Валентина Тунсяновна активно занялась работой по сохранению удэгейского языка, фольклора и традиций. С этого времени начинается тесная работа с научными исследователями, лингвистами, фольклористами, этнографами не только из России, но из других стран. Благодаря совместной работе были изданы сборники удэгейского фольклора, букварь на удэгейском языке, учебники по обучению на удэгейском языке. Составлены образовательные программы по обучению детей удэгейскому языку, которые и сейчас используются в школе.
Валентина Тунсяновна активно включалась в работу по поддержанию традиционной культуры, возглавляла этнокультурный музей с. Гвасюги, была главным консультантом и советником общины «Удэ», входила в Совет старейшин региональной общественной организации «Ассоциации коренных малочисленных народов Севера Хабаровского края».

### Общественная деятельность
- с 1960 — депутат Джанговского сельского совета;
- с 1969—1998 — председатель Джанговского сельского совета, а затем глава администрации сельского поселения «Село Гвасюги» района им. Лазо;
- 1964 — организатор фольклорного ансамбля «Су гакпай» («Лучи Солнца»);
- 1998 — возглавляла национальную промысловую общину «Удэ»;
- с 1990-х гг. являлась заместителем председателя правления региональной организации «Ассоциация коренных малочисленных народов Севера Хабаровского края», входила в Совет старейшин[7] от района им. Лазо в региональной общественной организации «Ассоциации коренных малочисленных народов Севера Хабаровского края».

### Творческая деятельность
Более 40 лет занималась сбором и обработкой фольклорного материала, который стал основой справочных изданий по удэгейскому фольклору и языку. Он вошёл в сборники, выпущенные не только российскими, но и иностранными издательствами.
Много сил и энергии вложила в дело сохранения и возрождения традиционной культуры удэгейцев. Результатом этой работы стали вышедшие в свет справочные, образовательные и популярные издания по языку и фольклору. Все они выполнены либо самой писательницей, либо в соавторстве с научными и творческими коллективами.

## Труды
- Два Солнца: Удэгейские сказки. Для мл. шк. возр. Рис. Г. Д. Павлишина. — Хабаровск: Кн. изд., 1974. — 28 с., ил.
- Сборник сказок «Два Солнца», иллюстрации Г. Павлишина, 2-е изд., Хабаровск: АО «Хабаровская краевая типография», 2018.
- Сборник сказок «Жил-был Егдыга», иллюстрации С. Чешкина.
- «Удэ Азбука» — удэгейская азбука 1-й класс (совместно с коллективом авторов).
- «Удэ Кэйэни» — учебное пособие 1 класс, 2 класс[8], удэгейский язык + рабочие тетради «Пиши по-удэгейски» (совместно с коллективом авторов).
- Сборник «Фольклор удэгейцев» в серии «Памятники фольклора народов Сибири и Дальнего Востока» (Сибирское отделение РАН), 1998 г.
- Удэгейско-русский словарь в 3-х томах, издан в Польше.
- Удиэ кэйэвэни оноити. [Удэгейский букварь]. — Хабаровск: Кн. изд., 1999. — 160 с., ил.
- Электронный фонетическое справочное пособие «Удиэ кэйэвэни» по изучению удэгейского языка (выпущен совместно с коллективом учёных факультета народов Севера ДГГУ).
- «Мир хозяина воды Лунгиэ»/ В. Т. Кялундзюга, Н. Е. Кимонко. — Хабаровск: 2016 г. Книга посвящённая духовному наследию удэгейского народа, включающий словарь расшифровки значения топонимов и гидронимов бассейна реки Хор, биографию автора, историю хорских удэгейцев и несколько сказок.
- Две книги японского ученого исследователя тунгусских языков Синдэиро Казама «Сказки и легенды удэгейцев» выпущены после совместной работы с Кялундзюга В. Т.

## Награды
Является почётным жителем района имени Лазо.
В 2003 году стала лауреатом премии Министерства культуры Российской Федерации «Душа России» в номинации «Народный сказитель».
Награждена медалью Шолохова от Московской академии наук Российской Федерации.